# Henri Fréminet
Pour les articles homonymes, voir Fréminet.
Henri Fréminet, né le 7 novembre 1843 à Troyes (Aube) et mort le 23 mai 1895 dans le 5e arrondissement de Paris, est un homme politique français.

## Biographie
Docteur en droit et avocat, il est secrétaire général de la préfecture de l'Aube après le 4 septembre 1870. Conseiller municipal de Troyes, conseiller général, il est député de l'Aube de 1876 à 1881, siégeant à gauche. Il est l'un des 363 qui refusent la confiance au gouvernement de Broglie, le 16 mai 1877. Il ne se représente pas en 1881 et devient avocat à Paris.

## Sources
- « Henri Fréminet », dans Adolphe Robert et Gaston Cougny, Dictionnaire des parlementaires français, Edgar Bourloton, 1889-1891 [détail de l’édition]